# Pleurocytherinae
De Pleurocytherinae zijn een onderfamilie van uitgestorven kreeftachtigen uit de klasse van de Ostracoda (mosselkreeftjes).

## Geslacht
- Pleurocythere Triebel, 1951 †